# Podonomus parvicornis
Podonomus parvicornis är en tvåvingeart som beskrevs av Lars Zakarias Brundin 1966. Podonomus parvicornis ingår i släktet Podonomus och familjen fjädermyggor.
Artens utbredningsområde är Bolivia. Inga underarter finns listade i Catalogue of Life.